# قرية ألكساندر (نيويورك)
قرية ألكساندر (بالإنجليزية: Alexander (village), New York)‏ هي منطقة سكنية تقع في الولايات المتحدة في مقاطعة جينيسي. يقدر عدد سكانها بـ 509 نسمة حسب تعداد الولايات المتحدة 2010, وتم تسميتها بهذا الاسم من اسم المستوطن الأول, بأسم ألكساندر ريا.
ومساحتها 1.1 كم2 وترتفع عن سطح البحر 284 متر.
تقع قرية ألكساندر في نطاق مدينة ألكساندر, تقع قرية ألكساندر في الجنوب والوسط من محيط مدينة ألكساندر, جنوب باتافيا في نيويوك.

## التركيبة السكانية
حدّد مكتب تعداد الولايات المتحدة بيانات التركيبة السكانية لقرية ألكساندر في تعداد الولايات المتحدة. في ما يلي، التركيبة السكانية حسب تعدادي 2000 و2010.

### تعداد عام 2000
بلغ عدد سكان قرية ألكساندر 481 نسمة بحسب تعداد عام 2000، وبلغ عدد الأسر 172 أسرة وعدد العائلات 122 عائلة مقيمة في القرية. في حين سجلت الكثافة السكانية 425.7 نسمة لكل كيلومتر مربع (1,102.6/ميل2). وبلغ عدد الوحدات السكنية 178 وحدة بمتوسط كثافة قدره 157.5 لكل كيلومتر مربع (407.9/ميل2).
وتوزع التركيب العرقي للقرية بنسبة 98.34% من البيض و0.21% من الأمريكيين الأصليين و0.83% من الأمريكيين ذوي الأصول الآسيوية و0.62% من عرقين مختلطين أو أكثر و0.42% من الهسبانيون أو اللاتينيون من أي عرق.
بلغ عدد الأسر 172 أسرة كانت نسبة 43% منها لديها أطفال تحت سن الثامنة عشر تعيش معهم، وبلغت نسبة الأزواج القاطنين مع بعضهم البعض 58.1% من أصل المجموع الكلي للأسر، ونسبة 5.8% من الأسر كان لديها معيلات من الإناث دون وجود شريك، بينما كانت نسبة 7% من الأسر لديها معيلون من الذكور دون وجود شريكة وكانت نسبة 29.1% من غير العائلات. تألفت نسبة 23.3% من أصل جميع الأسر من عدة أفراد يعيشون في نفس المنزل ونسبة 10.5% كانت تتألف من شخص يعيش بمفرده يبلغ من العمر 65 عاماً أو أكثر. وبلغ متوسط حجم الأسرة المعيشية 2.80، أما متوسط حجم العائلات فبلغ 3.30.
بلغ العمر الوسطي للسكان 32.7 عاماً. وكانت نسبة 33.3% من القاطنين تحت سن الثامنة عشر، وكانت نسبة 6.9% بين الثامنة عشر والرابعة والعشرين عاماً، ونسبة 31.4% كانت واقعةً في الفئة العمرية ما بين الخامسة والعشرين والرابعة والأربعين عاماً، ونسبة 17.5% كانت ما بين الخامسة والأربعين والرابعة والستين، ونسبة 11% كانت ضمن فئة الخامسة والستين عاماً فما فوق. يوجد لكل 100 أنثى 106.4 ذكر، ويوجد لكل 100 أنثى في الثامنة عشر من عمرها فما فوق 98.1 ذكر.
بلغ متوسط دخل الأسرة في القرية 51,528 دولارًا، أما متوسط دخل العائلة فبلغ 60,000 دولارًا. وكان متوسط دخل الذكور 42,917 دولارًا مقابل 21,071 دولارًا للإناث. وسجل دخل الفرد الخاص بالقرية 26,837 دولارًا. وكانت نسبة 0% من العائلات ونسبة 0.8% من السكان تحت خط الفقر، وكان من هؤلاء نسبة 1.6% تحت سن الثامنة عشر ونسبة 0% في الخامسة والستين من العمر وما فوق.

### تعداد عام 2010
بلغ عدد سكان قرية ألكساندر 509 نسمة بحسب تعداد عام 2010، وبلغ عدد الأسر 178 أسرة وعدد العائلات 132 عائلة مقيمة في القرية. في حين سجلت الكثافة السكانية 450.4 نسمة لكل كيلومتر مربع (1,166.5/ميل2). وبلغ عدد الوحدات السكنية 195 وحدة بمتوسط كثافة قدره 172.6 لكل كيلومتر مربع (447.0/ميل2).
وتوزع التركيب العرقي للقرية بنسبة 97.05% من البيض و0.20% من الأمريكيين الأفارقة و1.18% من الأمريكيين ذوي الأصول الآسيوية و1.57% من عرقين مختلطين أو أكثر و1.18% من الهسبانيون أو اللاتينيون من أي عرق.
بلغ عدد الأسر 178 أسرة كانت نسبة 47.8% منها لديها أطفال تحت سن الثامنة عشر تعيش معهم، وبلغت نسبة الأزواج القاطنين مع بعضهم البعض 58.4% من أصل المجموع الكلي للأسر، ونسبة 10.7% من الأسر كان لديها معيلات من الإناث دون وجود شريك، بينما كانت نسبة 5.1% من الأسر لديها معيلون من الذكور دون وجود شريكة وكانت نسبة 25.8% من غير العائلات. تألفت نسبة 20.8% من أصل جميع الأسر من عدة أفراد يعيشون في نفس المنزل ونسبة 11.8% كانت تتألف من شخص يعيش بمفرده يبلغ من العمر 65 عاماً أو أكثر. وبلغ متوسط حجم الأسرة المعيشية 2.86، أما متوسط حجم العائلات فبلغ 3.36.
بلغ العمر الوسطي للسكان 34.9 عاماً. وكانت نسبة 33.4% من القاطنين تحت سن الثامنة عشر، وكانت نسبة 5.9% بين الثامنة عشر والرابعة والعشرين عاماً، ونسبة 23.8% كانت واقعةً في الفئة العمرية ما بين الخامسة والعشرين والرابعة والأربعين عاماً، ونسبة 26.9% كانت ما بين الخامسة والأربعين والرابعة والستين، ونسبة 10% كانت ضمن فئة الخامسة والستين عاماً فما فوق. وتوزع التركيب الجنسي للسكان بنسبة 47.2% ذكور و52.8% إناث.